# Курсаџије
Курсаџије српска је телевизијска серија која се приказивала од 2006. до 2013. године на каналу РТВ Пинк.

## Радња
Прво су приказивани у оквиру Гранд шоуа док после неколико година постају самостална емисија која се емитовала на Пинк ТВ. Наступају као позоришна група у Србији и региону. Њихове емисије и представе су веома гледане и популарне што је доказ јер још увек трају. Сваке године снимају по неколико епизода, новогодишње и друге специјале.
Главни ликови су представници најбројнијих народа у бившој Југославији: Србин Луди Милојко, Хрват Хрвоје, Словенац Јанез, Муслиман Фико, Црногорац Ђуро, Македонац Димче Сексовски и Албанац Ајдеми Попуши. У емисији су се појављивали и неки певачи: Лепа Лукић, Лепа Брена, Мира Шкорић, Буцка и други. У емисији се приказују догодовштине главних ликова ученика полицијске школе, али кроз смех. Луди Милојко кога зову Геџа не подноси Хрвоја, па се у многим емисијама приказује њихово свађање.

## Улоге
| Глумац              | Улога                                 |
| ------------------- | ------------------------------------- |
| Радован Миљанић     | Професор Лабуд                        |
| Драгана Вујић       | Професорка музичког Маца              |
| Јована Петронијевић | Професорка сексуалног образовања Цуца |
| Саша Пантић         | Димче Сексовски / Ајдеми Попуши       |
| Бранко Бабовић      | Ђуро Палица                           |
| Неша Чолић          | Фико                                  |
| Бранко Видаковић    | Јанез Дршко                           |
| Андрија Ковач       | Хрвоје                                |
| Ранко Горановић     | Геџа                                  |
| Љиљана Јакшић       | Салвета                               |
| Мира Шкорић         | специјални гост                       |
| Бора Ненић          | Отац                                  |
| Лепа Брена          | специјални гост                       |
| Богољуб Митић       | Директор                              |
| Кавасаки Мундрон    | Доцент                                |

## Аутори
- Сценарио: Саша Пантић
- Монтажер: Небојша Врањеш
- Режија: Саша Поповић
- Десинг: Драган ШухАРТ

## Реакције гледалаца
Серија Курсаџије је према подацима са сајта ИМДБ током 27. октобра 2021. имала оцену 9,9 на основу 16.000 гласова.
Ипак, ово треба приписати акцији познатог српског јутјубера, Марија Врећа, који је током септембра и октобра 2021. године, путем друштвених мрежа, организовао кампању прикупљања позитивних гласова за серију на овом сајту.